# Jože Zorn
Jože Zorn, slovenski učitelj, novinar in prosvetni delavec, * 25. januar 1907, Loka pri Zidanem Mostu, † 8. februar 1977, Ljubljana.

## Življenje in delo
Nižje razrede gimnazije je obiskoval v Celju, Veržeju in Mariboru in končal  učiteljišče v Mariboru (1927). V šolskem letu 1927/1928 je učil v Mali Nedelji  pri Ljutomeru in od 1929–1941 v Račah pri Mariboru. Junija 1941 bil z družino izgnan v Veliko Gradište (Srbija), kjer je bil zaposlen pri finančni kontroli in od oktobra 1944 kot okrajni referent za prosveto v tamkajšnem Občinskem ljudskem odboru. Od pomladi 1945 je v Beogradu vodil repatriacijo izseljenih Slovencev iz Srbije. Avgusta 1945 se je vrnil v Slovenijo, bil 1946 v Mariboru šolski nadzornik, potem 1947-1949 v Ljubljani referent za kulturno umetniški sektor pri glavnem odboru sindikatov SRS, od 1949–1951 predsednik republiškega odbora sindikata prosvetnih delavcev, 1952 predsednik Združenja učiteljev Slovenije, od 1953 novinar-urednik kulturno prosvetnih oddaj Radia Ljubljana. Leta 1968 je stopil v pokoj, a je honorarno še delal na RTV (zbiral arhivsko gradivo o slovenskem  radiu).
O šolstvu je objavljal razne članke v stanovskem listu Učiteljski tovariš. Na glasbenem področju je delal predvsem z mladino: vodil je mladinski pevski zbor Rački škrjanček (1931–1941), bil med organizatorji mladinskega pevskega festivala v Mariboru (1936), in o tem objavljal članke. Reportaže in potopise je pisal za Našo ženo, Naše razglede, za stalne radijske oddaje Naši  popotniki na tujem, Odmevi z gora in Počitniški kažipot. Prevedel je knjižico Pravica do dela in odmora (E. A. Pašerstnik) in več radijskih igre za Radio Ljubljana.: G. Prugel, Apolon na Seini (1956), H. J. Rehfisch in W. Herzog, Dreyfussova afera (1957), E. O'Neill, O divjina (1959) in druge.